# 極盜戰
《極盜戰》（英語：Den of Thieves，在部分國家稱為）是一部2018年美國搶劫動作驚悚片，由克里斯汀·固德佳斯執導並與保羅·舒林共同編劇，這同時也是他的導演處女作。由傑瑞德·巴特勒、柯帝斯·「五角」·傑克森、帕布羅·薛伯、小歐席亞·傑克森、伊凡·瓊斯、黛恩·歐利維莉、莫·麥克雷和馬克斯·霍洛威主演。故事敘述一群前美國海軍陸戰隊劫匪盯上了美聯儲所管理的龐大金錢，而計劃了一場搶劫行動以企圖將其奪為己有。這個劫匪組織早已被洛杉磯縣警長部重案組的警探尼克（Nick）鎖定，並打算將他們在奪取這鉅款前逮捕歸案，這使得這群劫匪想要使計劃成功幾乎是件不可能的任務。
《極盜戰》2018年1月19日在美國上映，獲得了褒貶不一的評價。續集為2025年的《鑽石大劫案：極盜戰》。

## 劇情
在洛杉磯，由雷·梅爾曼領導的前美國海軍陸戰隊劫匪團劫持了一輛運鈔車。在和警察發生槍戰後，梅爾曼等人開著這輛空運鈔車離開，現場死了一些人，其中包含梅爾曼的一名同夥。洛杉磯郡警局的警探尼克調查了這次搶劫案，使最近被假釋的梅爾曼成為主要嫌疑人。尼克的團隊綁架了酒保唐尼·威爾森來問話，他承認自己是劫匪的逃跑車手，並透露他們從體育場偷走的一大筆現金，但不知道未來有什麼計劃。
梅爾曼和同夥準備搶劫守衛嚴密的美國聯邦準備銀行舊金山分行；聯準會每天都會銷毀約3000萬美元的舊幣，他們計劃在無法追查的舊幣被粉碎前先將其竊取。尼克的團隊盯上了唐尼，後者被聘為中國菜外送員，使他得以在聯準會內部進行送餐。與尼克的對峙導致梅爾曼的同夥懷疑唐尼是線人。唐尼在槍口下受到審問，他承認自己曾遭到尼克的盤問。令他驚訝的是，梅爾曼命令他告訴尼克什麼時候進行搶劫。唐尼通知尼克這件事，但否認知道位置。尼克與梅爾曼的女友上床，後者根據梅里曼的指示行事；尼克得知劫匪團將搶劫皮科里韦拉的一家銀行。
搶劫行動當天，當尼克的團隊在附近等著時，梅爾曼的團隊將該銀行內部的人劫為人質，要求贖金和直昇機。當FBI試圖進行談判時，劫匪似乎要處決一名女性人質。之後，劫匪團引爆內部的炸藥，導致尼克意識到這不是他們平時的作風。他不耐煩地入內，發現人質們全員生還，而劫匪們則已進入地下管道離開。
梅爾曼和他的得力助手李維滲透到聯準會，利用偷來的運鈔車和體育場錢來喬裝成運錢的人員。唐尼藏在裝錢箱中，直到劫匪波斯科斷電、員工被短暫送走後，唐尼才出來將未粉碎的錢扔進垃圾槽，同時觸發電磁脈衝來使房間內的監視器失效。當梅爾曼和李維離開時，唐尼利用通風管道爬到洗手間，穿著制服離開了大樓。
垃圾車撿起裝滿錢的垃圾，並被波斯科攔截。尼克一夥俘虜了唐尼並在痛打他一頓後，得知梅爾曼的逃生路線。由於交通阻塞，梅爾曼、李維和波斯科發現尼克一夥靠近並與對方交火；波斯科被殺後，梅爾曼和李維展開逃亡，尼克緊追不捨。李維死後，梅爾曼受重傷倒地；尼克在接近他時，梅爾曼手持空槍作勢開槍，迫使尼克槍殺了他。尼克在梅爾曼的車輛中只發現了幾袋碎紙，而沒有錢。通知尼克，所有錢幣都在聯準會中進行核算，而唐尼則已經逃脫。
尼克重新回到酒吧找唐尼，但他早已離職。尼克注意到美聯儲員工經常光顧酒吧，並發現了唐尼和他的朋友們的照片，尼克意識到唐尼才是劫匪的真正主謀：從酒吧顧客那裡收集情報，以能夠策劃整個搶劫案，並招募他的朋友來攔截錢和梅爾曼的團隊幫自己分散警方的注意力。實際上，未被粉碎的舊鈔在另一台垃圾車中，被唐尼和同夥梅克得手；在將錢運到巴拿馬的近海並與梅克逃到倫敦之後，唐尼正在鑽石交易所對面的另一個酒吧工作，鑽石交易所也是他的下一個目標。

## 演員
- 傑瑞德·巴特勒飾演尼可拉斯·「老大尼克」·歐布萊恩警探（Detective Nicholas "Big Nick" O'Brien）
- 帕布羅·薛伯飾演雷·梅爾曼（Ray Merrimen）
- 小歐席亞·傑克森飾演唐尼·威爾森（Donnie Wilson）
- 柯帝斯·「五角」·傑克森飾演李維·恩森·勒沃（Levi Enson Levoux）
- 伊凡·瓊斯（英语：Evan Jones (actor)）飾演波·「波斯科」·奧斯特羅曼（Bo "Bosco" Ostroman）
- 庫柏·安德斯（英语：Cooper Andrews）飾演梅克（Mack）
- 莫里斯·孔特（英语：Maurice Compte）飾演班尼·「波拉奇」·梅加洛警探（Detective Benny "Borracho" Megalob）
- 凱威·萊曼-馬瑟瑞（英语：Kaiwi Lyman-Mersereau）飾演東尼·「Z」·薩帕塔警探（Detective Tony "Z" Zapata）
- 莫·麥克雷（英语：Mo McRae）飾演蓋斯·韓德森警探（Detective Gus Henderson）
- 黛恩·歐利維莉（英语：Dawn Olivieri）飾演黛比·歐布萊恩（Debbie O'Brien）
- 路易斯·譚飾演美聯儲大廳警衛（英语：Federal Reserve Police）
- 布萊恩·范·霍特飾演墨菲·康諾斯警探（Detective Murph Connors）
- 馬克斯·霍洛威飾演巴斯（Bas）[6]
- 傑·多比斯（英语：Jay Dobyns）飾演洛夫·沃夫岡（Rolph Wolfgang）
- 亞麗克絲·拉比（英语：Alix Lapri）飾演梅洛亞（Maloa）
- 艾瑞克·布瑞登飾演伊基·賽胡森（Ziggy Zerhusen）
- 麥可·比斯平飾演康納（Connor）

## 製作
該片早於2003年就開始計劃。導演克里斯汀·固德佳斯和一名合作編劇夥伴與新線影業達成了一筆交易。但該項目因相對論傳媒的破產而被擱置。此外，在片中參演的傑·多比斯是一名前探員和美國菸酒槍炮及爆裂物管理局的成員，他也在該片中擔任顧問。
2016年6月14日，據報導，傑瑞德·巴特勒將主演搶劫驚悚片《極盜戰》，該片由固德佳斯執導、STX娛樂發行。
主要攝影於2017年1月30日開始進行。

## 發行
在美國，《極盜戰》由STX娛樂發行，並定於2018年1月19日上映。

### 評價
《極盜戰》獲得了褒貶不一的評價。爛番茄根據98條評論，新鮮度持有40%，平均得分5 / 10。而在Metacritic上，則獲得了49分。據CinemaScore調查，觀眾的平均評價在A+到F間落於「B+」。

### 票房
在美國和加拿大，《極盜戰》和《12猛漢》、《永远是我的女孩》同天上映，而競爭對手也包括了擴大上映的《霓裳魅影》；外界預估《極盜戰》於首週能從2300間戲院中獲得700萬至1000萬美元的票房。美國首週末票房達1530萬美元，位居當週票房排名第三。

## 續集
2018年2月，官方計劃推出續集，導演固德佳斯有望回歸執導兼編劇，而主演巴特勒、五角和傑克森也將回歸飾演各自的角色。2019年5月，Entertainment One已資助該片的製作，並在第72屆坎城影展上尋找買方。2019年10月，續集定名為《鑽石大劫案：極盜戰》（Den of Thives 2: Pantera）。2020年10月，固德佳斯表示，他本人對珠寶犯罪集團粉紅豹已有多年的研究，續集將在此基礎上進行；劇情描述尼克追緝唐尼的過程中，將有另一支組織在追捕警探本人。

## 外部連結
- 互联网电影数据库（IMDb）上《極盜戰》的资料（英文）
- 爛番茄上《極盜戰》的資料（英文）
- Box Office Mojo上《極盜戰》的資料（英文）
- AllMovie上《極盜戰》的资料（英文）
- Metacritic上《極盜戰》的資料（英文）
- 開眼電影網上《極盜戰》的資料（繁體中文）
- 豆瓣电影上《極盜戰》的資料 （简体中文）
- 时光网上《極盜戰》的資料（简体中文）